# Drie Noorse volkswijsjes
Drie Noorse volkswijsjes is een compositie van Johan Halvorsen. De drie wijsjes zijn bewerkte volksmuziek, waarvan er twee werden uitgevoerd tijdens het concert onder leiding van de componist op 11 februari 1906, de totale set twee dagen later. Op de avond van de elfde ging ook de Østerdølsmarschen in première. Halvorsen schreef de drie wijsjes voor zangstem en orkest. De solist van de avond van de première was Thorval Lammers, hetgeen uitmondde in een dankwoord in Halvorsens volgende werk.
De drie wijsjes zijn:
- Åsmund Fregdegjævar (voor zanger en strijkers; bleef onuitgevoerd op de elfde).
- Falkvor Lomanson en
- Halling (Hei, kuskum i hei)